# Zlataritsa
Zlataritsa (Bulgaars: Златарица) is een klein stadje in de oblast Veliko Tarnovo in Bulgarije. De stad is de hoofdplaats van de gelijknamige gemeente Zlataritsa. Op 31 december 2018 telt het stadje 2.067 inwoners, waarvan 1.027 mannen en 1.040 vrouwen.  De gemeente Zlataritsa, bestaande uit deze stad en 23 nabijgelegen dorpen, telt in datzelfde jaar 3.683 inwoners. De stad Zlataritsa ligt 15 km ten zuidoosten van de stad  Veliko Tarnovo, 12 km ten noorden van de stad  Elena en 45 km ten noordoosten van de stad  Gabrovo.